# Championnat de Belgique de football de troisième division 1932-1933
Navigation
saison précédente saison suivante
Cette page présente la septième édition du championnat de Promotion (D3) belge.
Les quatre champions montent en Division 1 (D2) pour la première fois. Le Wallonia Association Namur est le 2e club namurois à rejoindre le 2e niveau de la pyramide, mais le premier de sa province à conquérir un titre en séries nationales (En 1923, l'Entente Tamines était montée depuis les séries régionales).
Parmi les promus, on note l'arrivée du THOR Waterschei SV qui ne quittera plus jamais les séries nationales jusqu'à sa disparition lors de la fusion donnant naissance au K. RC Genk.
Seuls quatre des douze promus sont relégués en fin de saison. Parmi les autres descendants, on trouve le SK Roeselare, qui subit donc une seconde relégation de suite, mais aussi le R. Léopold FC. Celui-ci, fondateur du championnat en 1895, quitte pour la 2e fois la "nationale". Le matricule 5 va devoir attendre 18 ans pour y réapparaître.

## Clubs participants
Cinquante-six clubs prennent part à cette édition, soit le même nombre que lors de la saison précédente. Les équipes sont réparties en quatre séries de 14 formations.

### Série A
| #  | Nom                                       | Mat. | Ville     | Stades               | En D3 depuis    | Total en D3 | Province        |
| -- | ----------------------------------------- | ---- | --------- | -------------------- | --------------- | ----------- | --------------- |
| 1  | Sportkring Roulers                        | 134  | Roulers   | Schierveld           | 1932-1933 (1re) | 4 saisons   | Fl. occidentale |
| 2  | Royal Léopold Club de Bruxelles           | 5    | Uccle     | Parc Brugmann        | 1931-1932 (2e)  | 4 saisons   | Brabant         |
| 3  | Royal Courtrai Sports                     | 19   | Courtrai  | ??                   | 1931-1932 (2e)  | 5 saisons   | Fl. occidentale |
| 4  | Royale Union Sportive Tournaisienne       | 26   | Tournai   | stade Gaston Horlait | 1928-1929 (5e)  | 6 saisons   | Hainaut         |
| 5  | Koninklijke Vanneste Genootschap Oostende | 31   | Ostende   | ??                   | 1930-1931 (3e)  | 5 saisons   | Fl. occidentale |
| 6  | Racing Club Tournaisien                   | 36   | Tournai   | Drève de Maire       | 1926-1927 (7e)  | 7 saisons   | Hainaut         |
| 7  | Albert Elisabeth Club Mons                | 44   | Mons      | rue du Tir           | 1926-1927 (7e)  | 7 saisons   | Hainaut         |
| 8  | Sportvereeniging Audenaerde               | 81   | Audenarde | ??                   | 1928-1929 (5e)  | 5 saisons   | Fl. orientale   |
| 9  | Cercle Sportif Saint-Josse                | 83   | St-Josse  | ??                   | 1931-1932 (2e)  | 3 saisons   | Brabant         |
| 10 | Union Jemappes                            | 136  | Jemappes  | ??                   | 1929-1930 (4e)  | 5 saisons   | Hainaut         |
| 11 | Stade Courtrai                            | 161  | Courtrai  | ??                   | 1931-1932 (2e)  | 2 saisons   | Fl. occidentale |
| 12 | Sporting Club Union & Progrès Jette       | 474  | Jette     | ??                   | 1931-1932 (2e)  | 2 saisons   | Brabant         |
| 13 | Cercle Sportif Hallois                    | 120  | Hal       | ??                   | 1932-1933 (1re) | 1 saison    | Brabant         |
| 14 | Football Club Waereghem Sportif           | 552  | Waregem   | ??                   | 1932-1933 (1re) | 1 saison    | Fl. occidentale |

### Localisations Série A
| \| Bruxelles · R. Léopold CB · CS Saint-Josse · SCUP Jette Bruxelles CS Hallois K. VG Oostende SK Roulers R. Courtrai Sp. St. Courtrai Sp. Waereghem Sp. RC Tournai US Tournai AEC Mons U. Jemappes SV Audenaerde \| Localisation des clubs engagés en Promotion A 1932-1933 |
| Bruxelles · R. Léopold CB · CS Saint-Josse · SCUP Jette Bruxelles CS Hallois K. VG Oostende SK Roulers R. Courtrai Sp. St. Courtrai Sp. Waereghem Sp. RC Tournai US Tournai AEC Mons U. Jemappes SV Audenaerde                                                               |

### Série B
| #  | Nom                                       | Mat. | Ville           | Stades | En D3 depuis    | Total en D3 | Province      |
| -- | ----------------------------------------- | ---- | --------------- | ------ | --------------- | ----------- | ------------- |
| 1  | Sint-Niklaassche Sportkring               | 221  | St-Nicolas/Waas | ??     | 1932-1933 (1re) | 6 saisons   | Fl. orientale |
| 2  | Racing Club Anvers-Deurne                 | 29   | Deurne          | ??     | 1931-1932 (2e)  | 4 saisons   | Anvers        |
| 3  | Cappellen Football Club                   | 43   | Kapellen        | ??     | 1926-1927 (7e)  | 7 saisons   | Anvers        |
| 4  | Vilvorde Football Club                    | 49   | Vilvorde        | ??     | 1930-1931 (3e)  | 5 saisons   | Brabant       |
| 5  | Association Royale Athlétique Termondoise | 57   | Termonde        | ??     | 1931-1932 (2e)  | 5 saisons   | Fl. orientale |
| 6  | Racing Club Wetteren                      | 95   | Wetteren        | ??     | 1929-1930 (4e)  | 5 saisons   | Fl. orientale |
| 7  | Herentalsche Sportkring                   | 97   | Herentals       | ??     | 1931-1932 (2e)  | 2 saisons   | Anvers        |
| 8  | Football Club Wilrijk                     | 155  | Wilrijk         | ??     | 1931-1932 (2e)  | 3 saisons   | Anvers        |
| 9  | Football Club Zwarte Leeuw Vilvoorde      | 306  | Vilvorde        | ??     | 1927-1928 (6e)  | 6 saisons   | Brabant       |
| 10 | Hemiksem Athletic Club                    | 360  | Hemiksem        | ??     | 1930-1931 (3e)  | 3 saisons   | Anvers        |
| 11 | Temsche Sportkring                        | 501  | Tamise          | ??     | 1931-1932 (2e)  | 2 saisons   | Fl. orientale |
| 12 | Vigor Football Club Hamme-sur-Durme       | 211  | Hamme           | ??     | 1932-1933 (1re) | 1 saison    | Fl. orientale |
| 13 | Football Club Duffel                      | 284  | Duffel          | ??     | 1932-1933 (1re) | 1 saison    | Anvers        |
| 14 | Sint-Rochus Football Club Deurne          | 665  | Deurne          | ??     | 1932-1933 (1re) | 1 saison    | Anvers        |

### Localisations Série B
| \| Anvers · RC Anvers-Deurne · Cappellen FC · FC Wilrijjk · Hemiksem AC · Rochus FC Deurne Anvers Herentals FC Duffel Vilvorde FC Zw.L. Vilvorde St-Niklaassche SK Hamme Termonde Temsche SK RC Wetteren \| Localisation des clubs engagés en Promotion B 1932-1933 |
| Anvers · RC Anvers-Deurne · Cappellen FC · FC Wilrijjk · Hemiksem AC · Rochus FC Deurne Anvers Herentals FC Duffel Vilvorde FC Zw.L. Vilvorde St-Niklaassche SK Hamme Termonde Temsche SK RC Wetteren                                                               |

### Série C
| #  | Nom                                   | Mat. | Ville              | Stades                   | En D3 depuis    | Total en D3 | Province   |
| -- | ------------------------------------- | ---- | ------------------ | ------------------------ | --------------- | ----------- | ---------- |
| 1  | Royal Charleroi Sporting Club         | 22   | Charleroi          | rue Spinoy               | 1932-1933 (1re) | 4 saisons   | Hainaut    |
| 2  | Union Sportive de Gilly               | 139  | Gilly              | ??                       | 1930-1931 (3e)  | 3 saisons   | Hainaut    |
| 3  | Jeunesse Arlonaise                    | 143  | Arlon              | ??                       | 1930-1931 (3e)  | 6 saisons   | Luxembourg |
| 4  | Namur Sports                          | 156  | Namur              | stade des Champs-Elysées | 1931-1932 (2e)  | 3 saisons   | Namur      |
| 5  | Wallonia Association Namur            | 173  | Namur              | ??                       | 1930-1931 (3e)  | 3 saisons   | Namur      |
| 6  | Club Amay Sportif                     | 179  | Amay               | ??                       | 1931-1932 (2e)  | 2 saisons   | Liège      |
| 7  | Union Sportive du Centre              | 213  | Haine-Saint-Pierre | ??                       | 1931-1932 (2e)  | 2 saisons   | Hainaut    |
| 8  | Olympic Club Charleroi                | 246  | Montignies-s-S.    | stade de La Neuville     | 1926-1927 (7e)  | 7 saisons   | Hainaut    |
| 9  | Club des Sports de Marchienne-Monceau | 278  | Marchienne-au-Pont | ??                       | 1931-1932 (2e)  | 2 saisons   | Hainaut    |
| 10 | Cercle Sportif Andennais              | 307  | Andenne            | stade J. Pappa           | 1931-1932 (2e)  | 3 saisons   | Namur      |
| 11 | Excelsior Football Club Virton        | 200  | Virton             | ??                       | 1932-1933 (1re) | 2 saisons   | Luxembourg |
| 12 | Union Sportive Auvelais               | 238  | Auvelais           | ??                       | 1932-1933 (1re) | 1 saison    | Namur      |
| 13 | Club Sportif Marcinelle               | 301  | Marcinelle         | ??                       | 1932-1933 (1re) | 1 saison    | Hainaut    |
| 14 | Union Farciennoise                    | 971  | Farciennes         | ??                       | 1932-1933 (1re) | 1 saison    | Hainaut    |

### Localisations Série C
| \| Charleroi · R. Charleroi SC · US Gilly · Olympic CC · CdS Marchienne-Monceau · CS Marcinelle Amay Wallonia Namur Sp. Andenne US Centre Charleroi Farciennes US Auvelais J. Arlonaise Exc. FC Virton \| Localisation des clubs engagés en Promotion C 1932-1933 |
| Charleroi · R. Charleroi SC · US Gilly · Olympic CC · CdS Marchienne-Monceau · CS Marcinelle Amay Wallonia Namur Sp. Andenne US Centre Charleroi Farciennes US Auvelais J. Arlonaise Exc. FC Virton                                                               |

### Série D
| #  | Nom                                                 | Mat. | Ville         | Stades           | En D3 depuis    | Total en D3 | Province |
| -- | --------------------------------------------------- | ---- | ------------- | ---------------- | --------------- | ----------- | -------- |
| 1  | Royal Football Club Bressoux                        | 23   | Bressoux      | ??               | 1932-1933 (1re) | 6 saisons   | Liège    |
| 2  | Skill Racing Union                                  | 34   | Verviers      | ??               | 1931-1932 (2e)  | 3 saisons   | Liège    |
| 3  | Union Sportive de Liège                             | 40   | Saint-Nicolas | aux Bons-Buveurs | 1931-1932 (2e)  | 6 saisons   | Liège    |
| 4  | Hooger Op Diest                                     | 41   | Diest         | De Warande       | 1931-1932 (2e)  | 2 saisons   | Brabant  |
| 5  | Hasseltse Voetbalvereniging                         | 65   | Hasselt       | ??               | 1931-1932 (2e)  | 5 saisons   | Limbourg |
| 6  | Patria Football Club Tongres                        | 71   | Tongres       | ??               | 1929-1930 (4e)  | 4 saisons   | Limbourg |
| 7  | Cercle Sportif Tongrois                             | 73   | Tongres       | ??               | 1929-1930 (4e)  | 5 saisons   | Limbourg |
| 8  | Association Sportive Herstalienne                   | 82   | Herstal       | ??               | 1927-1928 (6e)  | 6 saisons   | Liège    |
| 9  | La Jeunesse d'Eupen                                 | 108  | Eupen         | ??               | 1927-1928 (6e)  | 6 saisons   | Liège    |
| 10 | Racing Club Vottem                                  | 279  | Vottem        | ??               | 1931-1932 (2e)  | 3 saisons   | Liège    |
| 11 | Sint-Truidensche Voetbalvereniging                  | 373  | Saint-Trond   | ??               | 1930-1931 (3e)  | 4 saisons   | Limbourg |
| 12 | Société Royale Dolhain Football Club                | 9    | Dolhain       | La Bêverie       | 1932-1933 (1re) | 3 saisons   | Liège    |
| 13 | Milmort Football Club                               | 208  | Milmort       | ??               | 1932-1933 (1re) | 1 saison    | Liège    |
| 14 | Waterschei Sportvereniging Tot Herstel Onze Rechten | 553  | Genk          | ??               | 1932-1933 (1re) | 1 saison    | Limbourg |

### Localisations Série D
| \| Liège · R. FC Bressoux · US Liège · RC Vottem · + · AS Herstalienne · Milmort FC Diest Waterschei Hasseltse VV St-Trond CS Tongrois Patria FC Liège SRU Verviers Dolhain Eupen \| Localisation des clubs engagés en Promotion D 1932-1933 |
| Liège · R. FC Bressoux · US Liège · RC Vottem · + · AS Herstalienne · Milmort FC Diest Waterschei Hasseltse VV St-Trond CS Tongrois Patria FC Liège SRU Verviers Dolhain Eupen                                                               |

## Classements
- Le nom des clubs est celui employé à l'époque

Légende
- Champion & Promu en Division 1 (D2)
- clubs relégué vers les séries inférieures
- Club disparaissant à la suite d'une fusion.

Abréviations
 relégué depuis la Division 1 (D2)
 : Promu depuis les séries inférieures
- Départages: Si nécessaire, les départages des égalités de points se font d'abord en donnant priorité « au plus petit nombre de défaites ».

### Promotion A
| Rang | Équipe               | Pts | J  | G  | N  | P  | Bp | Bc | Diff |
| ---- | -------------------- | --- | -- | -- | -- | -- | -- | -- | ---- |
| 1    | CS SAINT-JOSSE       | 37  | 26 | 17 | 3  | 6  | 53 | 37 | +16  |
| 2    | AEC Mons             | 36  | 26 | 14 | 8  | 4  | 64 | 32 | +32  |
| 3    | SCUP Jette           | 31  | 26 | 13 | 5  | 8  | 63 | 55 | +8   |
| 4    | R. RC Tournaisien    | 29  | 26 | 11 | 7  | 8  | 70 | 63 | +7   |
| 5    | Union Jemappes       | 26  | 26 | 7  | 12 | 7  | 52 | 49 | +3   |
| 6    | K. VG Oostende       | 26  | 26 | 9  | 8  | 9  | 43 | 45 | -2   |
| 7    | R. US Tournaisienne  | 25  | 26 | 8  | 9  | 9  | 40 | 47 | -7   |
| 8    | SV Audenarde         | 25  | 26 | 10 | 5  | 11 | 38 | 38 | 0    |
| 9    | FC Waereghem Sportif | 25  | 26 | 12 | 1  | 13 | 62 | 63 | -1   |
| 10   | R. Courtrai Sport    | 24  | 26 | 8  | 8  | 10 | 39 | 47 | -8   |
| 11   | Stade Courtrai       | 24  | 26 | 8  | 8  | 10 | 43 | 54 | -11  |
| 12   | CS Hallois           | 22  | 26 | 8  | 6  | 12 | 59 | 60 | -1   |
| 13   | R. Léopold CB        | 18  | 26 | 8  | 2  | 16 | 49 | 71 | -22  |
| 14   | SK Roulers           | 16  | 26 | 6  | 4  | 16 | 46 | 60 | -14  |

### Promotion B
| Rang | Équipe                    | Pts | J  | G  | N | P  | Bp | Bc  | Diff |
| ---- | ------------------------- | --- | -- | -- | - | -- | -- | --- | ---- |
| 1    | CAPPELLEN FC              | 39  | 26 | 17 | 5 | 4  | 80 | 27  | +53  |
| 2    | AC Hemiksem               | 38  | 26 | 18 | 2 | 6  | 87 | 44  | +43  |
| 3    | St-Niklaassche SK         | 37  | 26 | 17 | 3 | 6  | 87 | 45  | +42  |
| 4    | Vilvorde FC               | 32  | 26 | 12 | 8 | 6  | 67 | 58  | +9   |
| 5    | FC Duffel                 | 31  | 26 | 15 | 1 | 10 | 79 | 60  | +19  |
| 6    | St-Rochus FC Deurne       | 30  | 26 | 12 | 6 | 8  | 63 | 61  | +2   |
| 7    | Herentalsche SK           | 29  | 26 | 14 | 1 | 11 | 78 | 68  | +10  |
| 8    | RC Wetteren               | 27  | 26 | 12 | 3 | 11 | 67 | 67  | 0    |
| 9    | RC Anvers-Deurne 1        | 26  | 26 | 10 | 6 | 10 | 56 | 62  | -6   |
| 10   | Temsche SK                | 21  | 26 | 10 | 1 | 15 | 58 | 75  | -17  |
| 11   | ARA Termondoise           | 18  | 26 | 6  | 6 | 14 | 38 | 70  | -32  |
| 12   | FC Wilrijk                | 16  | 26 | 8  | 0 | 18 | 49 | 71  | -22  |
| 13   | FC Zwarte Leeuw Vilvoorde | 10  | 26 | 2  | 6 | 18 | 46 | 114 | -68  |
| 14   | Vigor FC Hamme s/Durme    | 10  | 26 | 3  | 4 | 19 | 35 | 68  | -33  |

1 En fin de saison, le RC Anvers-Deurne (matricule 29) fusionne avec Borgerhoutsche SK (matricule 84) pour former le RC BOrgerhout sous le « matricule 84 ». Le matricule 29 disparaît.

### Promotion C
| Rang | Équipe                     | Pts | J  | G  | N | P  | Bp | Bc | Diff |
| ---- | -------------------------- | --- | -- | -- | - | -- | -- | -- | ---- |
| 1    | WALLONIA ASSOCIATION NAMUR | 37  | 26 | 16 | 5 | 5  | 65 | 42 | +23  |
| 2    | R. Charleroi SC            | 35  | 26 | 15 | 5 | 6  | 70 | 43 | +27  |
| 3    | Namur Sports               | 28  | 26 | 10 | 8 | 8  | 49 | 41 | +8   |
| 4    | CS Marchienne              | 28  | 26 | 11 | 6 | 9  | 48 | 48 | 0    |
| 5    | US Centre                  | 28  | 26 | 12 | 4 | 10 | 75 | 53 | +22  |
| 6    | Olympic CC                 | 27  | 26 | 11 | 5 | 10 | 48 | 48 | 0    |
| 7    | US Auvelais                | 26  | 26 | 9  | 8 | 9  | 45 | 44 | +1   |
| 8    | CS Andennais               | 26  | 26 | 9  | 8 | 9  | 64 | 59 | +5   |
| 9    | CS Marcinelle              | 26  | 26 | 12 | 2 | 12 | 39 | 46 | -7   |
| 10   | US Gilly                   | 25  | 26 | 10 | 5 | 11 | 55 | 53 | +2   |
| 11   | Club Amay Sportif          | 24  | 26 | 10 | 4 | 12 | 54 | 51 | +3   |
| 12   | Jeunesse Arlonaise         | 21  | 26 | 9  | 3 | 14 | 60 | 65 | -5   |
| 13   | Excelsior FC Virton        | 20  | 26 | 8  | 4 | 14 | 50 | 84 | -34  |
| 14   | Union Farciennoise         | 13  | 26 | 6  | 1 | 19 | 36 | 81 | -45  |

### Promotion D
| Rang | Équipe              | Pts | J  | G  | N | P  | Bp | Bc | Diff |
| ---- | ------------------- | --- | -- | -- | - | -- | -- | -- | ---- |
| 1    | PATRIA FC TONGRES   | 38  | 26 | 17 | 4 | 5  | 82 | 46 | +36  |
| 2    | R. FC Bressoux      | 37  | 26 | 17 | 3 | 6  | 74 | 44 | +30  |
| 3    | HO FC Diest         | 27  | 26 | 12 | 3 | 11 | 57 | 61 | -4   |
| 4    | La Jeunesse d'Eupen | 26  | 26 | 10 | 6 | 10 | 62 | 52 | +10  |
| 5    | Hasseltse VV        | 26  | 26 | 11 | 4 | 11 | 77 | 75 | +2   |
| 6    | AS Herstalienne     | 26  | 26 | 11 | 4 | 11 | 50 | 50 | 0    |
| 7    | Milmort FC          | 25  | 26 | 8  | 9 | 9  | 64 | 52 | +12  |
| 8    | SR Dolhain FC       | 25  | 26 | 10 | 5 | 11 | 71 | 59 | +12  |
| 9    | St-Truidensche VV   | 25  | 26 | 10 | 5 | 11 | 65 | 64 | +1   |
| 10   | RC Vottem           | 25  | 26 | 10 | 5 | 11 | 53 | 66 | -13  |
| 11   | THOR Waterschei SV  | 25  | 26 | 11 | 3 | 12 | 64 | 65 | -1   |
| 11   | US Liège            | 25  | 26 | 11 | 3 | 12 | 56 | 78 | -22  |
| 13   | CS Tongrois         | 23  | 26 | 9  | 5 | 12 | 61 | 72 | -11  |
| 14   | SRU Verviers        | 11  | 26 | 5  | 1 | 20 | 35 | 87 | -52  |

## Déroulement de la saison

### Résultats des rencontres - Série A
| Résultats (▼dom., ►ext.)                                   | 1 | 2 | 3 | 4 | 5 | 6 | 7 | 8 | 9 | 10 | 11 | 12 | 13 | 14 |
|                                                            |   | - | - | - | - | - | - | - | - | -  | -  | -  | -  | -  |
|                                                            | - |   | - | - | - | - | - | - | - | -  | -  | -  | -  | -  |
|                                                            | - | - |   | - | - | - | - | - | - | -  | -  | -  | -  | -  |
|                                                            | - | - | - |   | - | - | - | - | - | -  | -  | -  | -  | -  |
|                                                            | - | - | - | - |   | - | - | - | - | -  | -  | -  | -  | -  |
|                                                            | - | - | - | - | - |   | - | - | - | -  | -  | -  | -  | -  |
|                                                            | - | - | - | - | - | - |   | - | - | -  | -  | -  | -  | -  |
|                                                            | - | - | - | - | - | - | - |   | - | -  | -  | -  | -  | -  |
|                                                            | - | - | - | - | - | - | - | - |   | -  | -  | -  | -  | -  |
|                                                            | - | - | - | - | - | - | - | - | - |    | -  | -  | -  | -  |
|                                                            | - | - | - | - | - | - | - | - | - | -  |    | -  | -  | -  |
|                                                            | - | - | - | - | - | - | - | - | - | -  | -  |    | -  | -  |
|                                                            | - | - | - | - | - | - | - | - | - | -  | -  | -  |    | -  |
|                                                            | - | - | - | - | - | - | - | - | - | -  | -  | -  | -  |    |
| - Victoire à domicile - Match nul - Victoire à l'extérieur |   |   |   |   |   |   |   |   |   |    |    |    |    |    |

### Résultats des rencontres - Série B
| Résultats (▼dom., ►ext.)                                   | 1 | 2 | 3 | 4 | 5 | 6 | 7 | 8 | 9 | 10 | 11 | 12 | 13 | 14 |
|                                                            |   | - | - | - | - | - | - | - | - | -  | -  | -  | -  | -  |
|                                                            | - |   | - | - | - | - | - | - | - | -  | -  | -  | -  | -  |
|                                                            | - | - |   | - | - | - | - | - | - | -  | -  | -  | -  | -  |
|                                                            | - | - | - |   | - | - | - | - | - | -  | -  | -  | -  | -  |
|                                                            | - | - | - | - |   | - | - | - | - | -  | -  | -  | -  | -  |
|                                                            | - | - | - | - | - |   | - | - | - | -  | -  | -  | -  | -  |
|                                                            | - | - | - | - | - | - |   | - | - | -  | -  | -  | -  | -  |
|                                                            | - | - | - | - | - | - | - |   | - | -  | -  | -  | -  | -  |
|                                                            | - | - | - | - | - | - | - | - |   | -  | -  | -  | -  | -  |
|                                                            | - | - | - | - | - | - | - | - | - |    | -  | -  | -  | -  |
|                                                            | - | - | - | - | - | - | - | - | - | -  |    | -  | -  | -  |
|                                                            | - | - | - | - | - | - | - | - | - | -  | -  |    | -  | -  |
|                                                            | - | - | - | - | - | - | - | - | - | -  | -  | -  |    | -  |
|                                                            | - | - | - | - | - | - | - | - | - | -  | -  | -  | -  |    |
| - Victoire à domicile - Match nul - Victoire à l'extérieur |   |   |   |   |   |   |   |   |   |    |    |    |    |    |

### Résultats des rencontres - Série C
| Résultats (▼dom., ►ext.)                                   | 1 | 2 | 3 | 4 | 5 | 6 | 7 | 8 | 9 | 10 | 11 | 12 | 13 | 14 |
|                                                            |   | - | - | - | - | - | - | - | - | -  | -  | -  | -  | -  |
|                                                            | - |   | - | - | - | - | - | - | - | -  | -  | -  | -  | -  |
|                                                            | - | - |   | - | - | - | - | - | - | -  | -  | -  | -  | -  |
|                                                            | - | - | - |   | - | - | - | - | - | -  | -  | -  | -  | -  |
|                                                            | - | - | - | - |   | - | - | - | - | -  | -  | -  | -  | -  |
|                                                            | - | - | - | - | - |   | - | - | - | -  | -  | -  | -  | -  |
|                                                            | - | - | - | - | - | - |   | - | - | -  | -  | -  | -  | -  |
|                                                            | - | - | - | - | - | - | - |   | - | -  | -  | -  | -  | -  |
|                                                            | - | - | - | - | - | - | - | - |   | -  | -  | -  | -  | -  |
|                                                            | - | - | - | - | - | - | - | - | - |    | -  | -  | -  | -  |
|                                                            | - | - | - | - | - | - | - | - | - | -  |    | -  | -  | -  |
|                                                            | - | - | - | - | - | - | - | - | - | -  | -  |    | -  | -  |
|                                                            | - | - | - | - | - | - | - | - | - | -  | -  | -  |    | -  |
|                                                            | - | - | - | - | - | - | - | - | - | -  | -  | -  | -  |    |
| - Victoire à domicile - Match nul - Victoire à l'extérieur |   |   |   |   |   |   |   |   |   |    |    |    |    |    |

### Résultats des rencontres - Série D
| Résultats (▼dom., ►ext.)                                   | 1 | 2 | 3 | 4 | 5 | 6 | 7 | 8 | 9 | 10 | 11 | 12 | 13 | 14 |
|                                                            |   | - | - | - | - | - | - | - | - | -  | -  | -  | -  | -  |
|                                                            | - |   | - | - | - | - | - | - | - | -  | -  | -  | -  | -  |
|                                                            | - | - |   | - | - | - | - | - | - | -  | -  | -  | -  | -  |
|                                                            | - | - | - |   | - | - | - | - | - | -  | -  | -  | -  | -  |
|                                                            | - | - | - | - |   | - | - | - | - | -  | -  | -  | -  | -  |
|                                                            | - | - | - | - | - |   | - | - | - | -  | -  | -  | -  | -  |
|                                                            | - | - | - | - | - | - |   | - | - | -  | -  | -  | -  | -  |
|                                                            | - | - | - | - | - | - | - |   | - | -  | -  | -  | -  | -  |
|                                                            | - | - | - | - | - | - | - | - |   | -  | -  | -  | -  | -  |
|                                                            | - | - | - | - | - | - | - | - | - |    | -  | -  | -  | -  |
|                                                            | - | - | - | - | - | - | - | - | - | -  |    | -  | -  | -  |
|                                                            | - | - | - | - | - | - | - | - | - | -  | -  |    | -  | -  |
|                                                            | - | - | - | - | - | - | - | - | - | -  | -  | -  |    | -  |
|                                                            | - | - | - | - | - | - | - | - | - | -  | -  | -  | -  |    |
| - Victoire à domicile - Match nul - Victoire à l'extérieur |   |   |   |   |   |   |   |   |   |    |    |    |    |    |

### Test-match pour désigner la12eplace- Promotion D
Au vu du classement, il est fort probable qu'un "test-match" est organisé pour départager Waterschei et l'US Liège, qui terminent à égalité de points et avec le même nombre de défaites. Toutefois, on ne trouve pas de trace fiable de ce match d'appui.

## Récapitulatif de la saison
- Champion A: Cappelen FC (1er titre en D3)
- Champion B: CS St-Josse (1er titre en D3)
- Champion C: Wallonia Association Namur (1er titre en D3)
- Champion D: Patria FC Tongres (1er titre en D3)
- Cinquième titre de "D3" pour la Province d’Anvers.
- Quatrième titre de "D3" pour la Province de Brabant.
- Troisième titre de "D3" pour la Province de Limbourg.
- Premier titre de "D3" pour la Province de Namur.

| Région flamande (23)            | Région flamande (23) | Province de Brabant (7)      | Province de Brabant (7) | Région wallonne (26)   | Région wallonne (26) |
| ------------------------------- | -------------------- | ---------------------------- | ----------------------- | ---------------------- | -------------------- |
| Province d'Anvers               | 7                    | Région de Bruxelles-Capitale | 3                       | Province de Hainaut    | 11                   |
| Province de Flandre-Occidentale | 5                    | Province du Brabant flamand  | 4                       | Province de Liège      | 9                    |
| Province de Flandre-Orientale   | 6                    | Province du Brabant wallon   | 0                       | Province de Luxembourg | 2                    |
| Province de Limbourg            | 5                    |                              |                         | Province de Namur      | 4                    |

1. ↑  Au niveau footballistique, la province de Brabant est toujours unitaire malgré sa partition territoriale en 1995.

- RAPPEL: En Belgique, le principe d'une frontière linguistique est créé par la Loi du 21 juillet 1921, mais elle n'est définitivement fixée que par les Lois du 8 novembre 1962. Cette « frontière » voit ses effets principaux se marquer à partir de 1963 avec, par exemple, les passages de Mouscron en Hainaut ou de Fourons au Limbourg. La Belgique ne devient un  État fédéralisé qu'à partir de 1970 lorsqu'est appliquée la première réforme constitutionnelle. À ce moment, l'ajout de l'« Article 59bis » crée les « Communautés » alors que le plus délicat, car longtemps et âprement débattu, « Article 107quater » établit les « Régions ». La Région de Bruxelles-Capitale ne voit le jour qu'en 1989. La scission de la Province de Brabant en deux (flamand et wallon) n'intervient officiellement qu'au 1er janvier 1995.

## Débuts en séries nationales (et donc en Division 3)
Dix clubs font leurs débuts en séries nationales.
- FC Duffel, St-Rochus FC Deurne (25e et 26e clubs de la Province d'Anvers) - 15e Anversois en D3 ;
- CS Hallois (28e club de la Province de Brabant) - 17e Brabançon en D3 ;
- Waeregem Sportif (14e club de la Province de Flandre occidentale) - 10e Flandrien occidental en D3 ;
- Vigor FC Hamme s/Durme (12e club de la Province de Flandre orientale) - 9e Flandrien oriental en D3 ;
- Union Farciennoise, CS Marcinelle (12e et 13e clubs de la Province de Hainaut) - 12e Hennuyers en D3 ;
- Milmort FC (22e club de la Province de Liège) - 18e Liégeois en D3 ;
- THOR Waterschei SV (8e club de la Province de Limbourg)  - 7e Limbourgeois en D3 ;
- US Auvelais (5e club de la Province de Namur)  - 5e Namurois en D3 ;

## Montée vers le.../ Relégation du2eniveau
Les quatre champions (Cappellen FC, CS St-Josse, Patria FC Tongres et Wallonia Association Namur) sont promus en Division 1 (D2), où ils remplacent les relégués : Excelsior FC Hasselt, Knokke FC, R. Racing FC Montegnée et VV Oude God Sport.

## Relégations vers le niveau inférieur
Les trois derniers classés de chaque série sont relégués en séries régionales. Les douze relégués, triés par Province, furent:
| Clubs                                            |   | Provinces                       |
| ------------------------------------------------ | - | ------------------------------- |
| FC Wilrijk                                       | ⇒ | Province d'Anvers               |
| CS Hal, R. Léopold CB, FC Zwarte Leeuw Vilvoorde | ⇒ | Province de Brabant             |
| SK Roulers                                       | ⇒ | Province de Flandre-Occidentale |
| Vigor FC Hamme s/Durme                           | ⇒ | Province de Flandre-Orientale   |
| Union Farciennoise                               | ⇒ | Province de Hainaut             |
| US Liège, SRU Verviers                           | ⇒ | Province de Liège               |
| CS Tongrois                                      | ⇒ | Province de Limbourg            |
| Jeunesse Arlonaise, Excelsior FC Virton          | ⇒ | Province de Luxembourg          |
|                                                  | ⇒ | Province de Namur               |

## Montée depuis le niveau inférieur
En fin de saison, douze clubs sont promus depuis les séries inférieures. * Les Provinces d'Anvers, du Hainaut et de Liège bénéficient d'un second montant en raison de leur plus grand nombre de clubs affiliés.
- Un 13e montant est appelé à la suite de la fusion entre Borgerhoutse SK (84) et le RC Anvers-Deurne (29) pour former le RC Borgerhout (84), qui libère une place en "nationale". C'est la Province de Brabant qui bénéficie de ce montant supplémentaire.

| Provinces                       | Montant                               |
| ------------------------------- | ------------------------------------- |
| Province d'Anvers               | Nielsche SK, K Ternesse VV Wommelgem  |
| Province de Brabant             | Victoria FC Louvain, Hoger Op Louvain |
| Province de Flandre-Occidentale | FC Heystois                           |
| Province de Flandre-Orientale   | SC Eendracht Aalst                    |
| Province de Hainaut             | FC Binchois, FC Châtelineau           |
| Province de Liège               | R. FC Malmundaria 1904, R. Fléron FC  |
| Province de Limbourg            | FC Traplust Neerpelt                  |
| Province de Luxembourg          | FC JS Athusienne                      |
| Province de Namur               | R. Entente Tamines                    |